# ميريارك
ميريارك (بالإيطالية: Miriarca)‏ كان لقبًا لشخصية بيزنطية تعرف فقط لقيادتها قوات الإمبراطور الجديد قسطنطين العاشر في عامي 1060 و 1061 في كتبانة إيطاليا. قد يكون ميريارك اسم شخص ما.